# E86号線
E86号線（E86ごうせん、英: European route E86）はギリシャにあり、Krystallopigi – Gefyraを結ぶ、欧州自動車道路のAクラス幹線道路。

## 経路

### 経過する主要都市
- ギリシャ
  - Krystallopigi
  - フロリナ
  - Vevi
  - Gefyra